# Le Principal
Pour plus de détails, voir Fiche technique et Distribution.
Le Principal est une comédie dramatique française réalisée par Chad Chenouga, sortie en 2022.

## Synopsis
Sabri Lahlali est principal adjoint dans un collège de quartier. Il est l'exemple même de la méritocratie et de l'ascension sociale. D'une grande rigueur, il souhaite que son fils suive ses pas et parte étudier dans les meilleurs lycées. Mais au cours de son année de 3e, son fils commence à prendre un mauvais chemin, mettant en danger ses résultats quant à l'obtention de son brevet. Face à ce risque, Sabri choisit de mettre de côté ses convictions les plus profondes, mais cela ne sera pas sans conséquences.

## Fiche technique
Sauf indication contraire, les informations mentionnées dans cette section peuvent être confirmées par les bases de données cinématographiques IMDb et Allociné,  présentes dans la section « Liens externes ».
- Titre original : Le Principal
- Réalisation : Chad Chenouga
- Scénario : Chad Chenouga et Christine Paillard
- Musique : Maxence Dussère
- Décors : Stéphane Makedonsky
- Costumes : Hyate Luspinski
- Photographie : Tristan Tortuyaux
- Montage : Pauline Casalis
- Son : François Boudet et Patrice Grisolet
- Production : Pascal Caucheteux
- Sociétés de production : Why Not Productions, TS Productions et Hole in One
- Société de distribution : Le Pacte (France)
- Budget : 3,1 millions €
- Pays de production :  France| Médias externes |                                                                    |
| Images          |                                                                    |
|                 | Affiche du film sur le site Allociné                               |
| Vidéos          |                                                                    |
|                 | Bande-annonce du film sur le compte YouTube de la société Le Pacte |
- Langue originale : français
- Format : couleur — 2,35:1
- Genre : comédie dramatique
- Durée : 82 minutes
- Dates de sortie :
  - France : 29 octobre 2022 (Festival du cinéma méditerranéen de Montpellier) ; 10 mai 2023 (en salles)

## Distribution
Sauf indication contraire ou complémentaire, les informations mentionnées dans cette section proviennent du générique de fin de l'œuvre audiovisuelle présentée ici.
- Roschdy Zem : Sabri Lahlali
- Yolande Moreau : Estelle
- Marina Hands : Noémie, ex femme de Sabri
- Jibril Bhira : Naël Lahlali, fils de Sabri et Noémie
- Hedi Bouchenafa : Saïd Lahlali, frère de Sabri
- Yannick Choirat : Rémy
- Cyril Couton : Gilles Penchenat, le directeur académique
- Philippe Duquesne : Georges, le gardien du collège
- Agnès Soral : Mme Cebulla
- José Paul : l'inspecteur d'académie

## Accueil

### Accueil critique
En France, le site Allociné donne la note de 3,3⁄5, après avoir recensé 24 critiques de presse.
Pour Caroline Vié (20 Minutes), « Roschdy Zem est impeccable dans Le Principal de Chad Chenouga. Il compose un personnage passionnant avec une grande subtilité dans ce suspense bien mené. ».
Pour Xavier Leherpeur (L'Obs), c'est un film « sur les failles et les limites de nos engagements lorsqu’il s’agit de protéger les siens. Une fable amère et lucide, mais jamais moralisatrice, sur le sacrifice d’un père. La mise en scène du réalisateur du déjà réussi De toutes mes forces est à l’image de son héros, à la fois strict et inquiet. ».
Baptiste Thion (Le Journal du dimanche) est plutôt séduit par le film et l'interprétation de son acteur principal : « Roschdy Zem, impeccable, réussit à surprendre encore avec ce beau portrait tout en complexité. Chad Chenouga ne lâche pas d’une semelle son héros taciturne pour tenter de savoir ce qui se passe au fond de la tête et du cœur de ce transfuge de classe qui impose à son fils la même pression qu’il se met à lui-même. ».
Pour Christophe Caron (La Voix du Nord), la trame scénaristique paraît d'abord comme « exagérée », mais « la mise en scène, appliquée et rigoureuse, tout autant que l’interprétation pleine de nuances de Roschdy Zem, finissent par nous captiver. ». Les seconds rôles sont salués et l'épilogue du long-métrage est décrit comme offrant la possibilité d'imprimer « la mémoire en questionnant la méritocratie et le déterminisme social. Malgré un enjeu initial relativement réduit. ».
Pour Claudine Levanneur (aVoir-aLire), « malgré un démarrage trop lent, Le Principal propose une réflexion intéressante autour des choix moraux qui nous engagent et leurs conséquences sur nos rapports aux autres. ».
Pour Thierry Chèze (Première), le film possède deux défauts principaux : il est trop lent à démarrer et trop riche pour sa petite durée de 82 min. Le travail d'écriture du réalisateur « fait là mouche », mais il aurait pu « mieux travailler certains personnages secondaires, trop réduits, eux, à des archétypes ».

### Box-office
Pour son premier jour d'exploitation en France, Le Principal a réalisé 11 272 entrées, dont 2 747 en avant-premières, pour un total de 810 séances proposées. En comptant pour ce premier jour les avant-premières, le film se positionne en troisième place du box-office des nouveautés pour sa journée de démarrage, derrière Hawaii (12 837) et devant Le Cours de la vie (7 040).
Au bout d’une première semaine d’exploitation dans les salles françaises, le long-métrage totalise 60 604 entrées, pour une sixième place au box-office hebdomadaire, derrière Hawaii (71 825) et devant Evil Dead Rise (49 265).
| Pays ou région | Box-office      | Date d'arrêt du box-office | Nombre de semaines |
| -------------- | --------------- | -------------------------- | ------------------ |
| France         | 120 214 entrées | 11 juillet 2023            | 9                  |
| Total mondial  | 851 594 $       | -                          | -                  |